# Mateo Inurria Lainosa

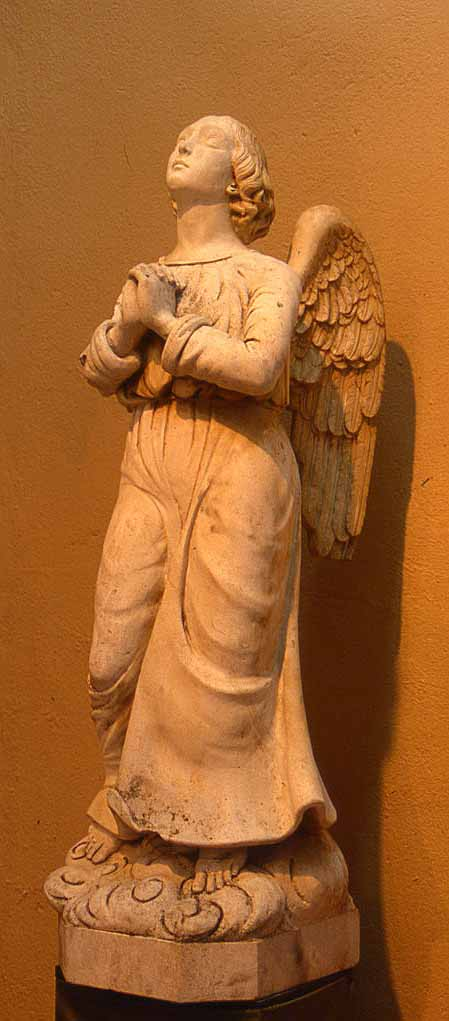
Àngel orant, escultura que es troba al Museu Arqueològic Municipal de Montoro, primera obra documentada de l'escultor. Obra de joventut que li va ser encarregada per l'arquitecte Amadeo Rodríguez per a la fornícula de la façana del Cementiri de Montoro.

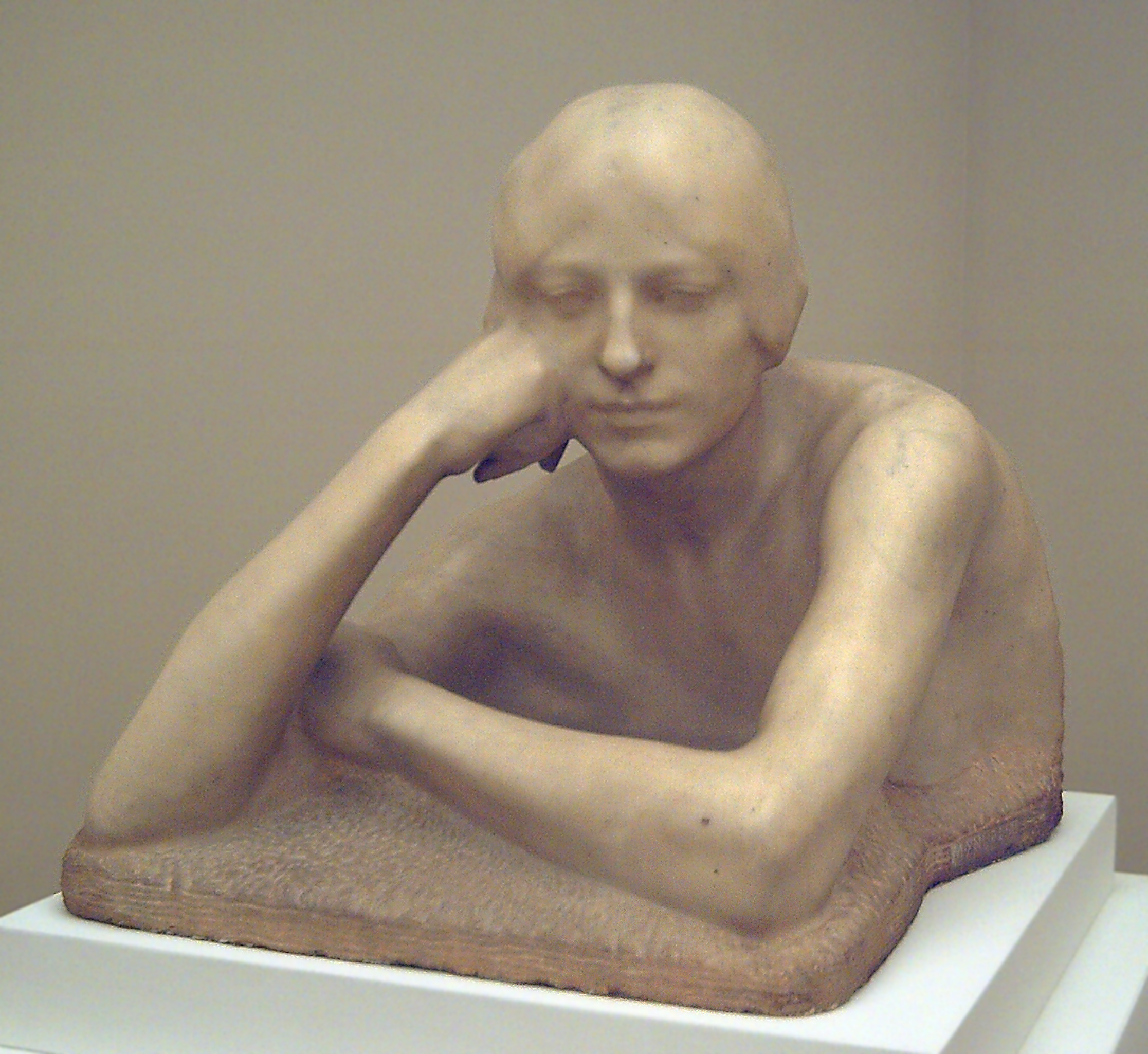
Somni (1922, Reial Acadèmia de Belles Arts de San Fernando, Madrid), obra de maduresa d'Inurria.

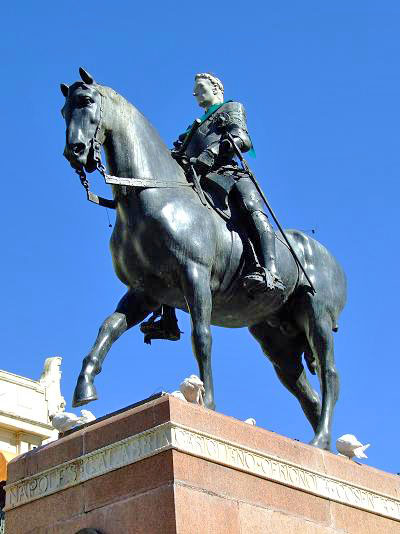
«Monument al Gran Capità», 1923, Còrdova.

Mateo Inurria Lainosa (Còrdova, 1867 - Madrid, 21 de febrer de 1924) fou un escultor andalús. Començà la seva carrera fent escultura religiosa, i a partir del 1915 es dedicà quasi exclusivament al nu femení, que és la faceta més interessant del seu art. Els seus nus (Desig, Ídol etern), són de formes simples i ben treballades, i estan clarament inspirats en la tradició clàssica. Figura coneguda al seu temps, assolí el càrrec de director de l'escola de Belles Arts de Còrdova i fou requerit per a la realització de diversos monuments públics, com els dedicats a Antonio Barroso i al Gran Capità, a Còrdova, i al Pintor Rosales, a Madrid.

## Biografia
Va néixer a Còrdova, ciutat on es va educar i desenvolupar gran part de la seva activitat com ara escultor, professor, restaurador i decorador. L'any 1883 va assistir als cursos de l'Escola Provincial de Belles Arts, on també van rebre formació artística de notables creadors del l'últim quart del segle XIX: Lorenzo Coullaut Valera, Rafael García Guijo, i els germans Romero de Torres, Rafael i Julio. Entre 1883 i 1885 va fer estudis a l'Escola Especial de Pintura, Escultura i Gravat de Madrid. A causa dels seus progressos a l'aprenentatge acadèmic, la Diputació Provincial de Còrdova li concedeix una pensió per continuar els seus estudis a Madrid fins a 1890, any en què Inurria va presentar a l'Exposició Nacional de Belles Arts la seva obra «Un nàufrag», d'aquest verisme que la mala fe d'alguns membres del jurat ho titllen de buidatge del natural.

### Primers anys de la seva obra
Entre 1891 i 1901 Inurria va viure immergit en un ambient provincià, poc obert a la crítica i al públic, i va iniciar la seva feina com a restaurador i professor. La seva escultura va superar les restriccions de l'academicisme i va anar cap a un naturalisme sobri, d'expressió senzilla i mancada de detalls anecdòtics, en el que ja s'adverteix la tendència a idealitzar els seus models que impregnarà la seva obra de maduresa.
Inurria es considerava a ell mateix com un autodidacte, arribant a afirmar: «No he tingut mestre, m'he fet sol». Treballava l'escultura religiosa i commemorativa, i durant tota la seva carrera, a Còrdova i a Madrid, va rebre abundants encàrrecs monumentals per fer homenatges a personatges de la vida local i nacional, que no sempre arribaven a realitzar-se definitivament.

### Ensenyament
La seva vocació docent tenia per a ell una gran significació. Creia fermament que mitjançant l'ensenyament es podia contribuir a la millora de l'individu i de la societat, econòmica, industrial i artísticament. Va exercir com a catedràtic de «Modelatge de la Figura i Dibuix de l'Antic» a l'Escola Municipal d'Arts i Oficis de Còrdova, i el 1901 va ser nomenat director de l'Escola Superior d'Arts Industrials de la mateixa ciutat, amb atribucions per programar els estudis d'argenteria, ferreria, fusteria, art de tallar pedra i ceràmica en escoles-taller. Va realitzar alguna obra en la línia de denúncia social que va triomfar a la fi de segle, com ara La mina de carbó, i dissenys i decoracions d'influència modernista per a la biblioteca del «Círculo de la Amistad, Liceo Artístico y Literario» de Còrdova on va ingressar com a membre el 1900. El 1905 l'escultor August Rodin arriba a Espanya acompanyat del seu íntim amic Ignacio Zuloaga. Inurria té l'ocasió de conèixer-hi i de ser el seu cicerone a la seva visita a Còrdova.
Des d'aquesta època, Inurria participa periòdicament als jurats de la secció d'escultura de les Exposicions Nacionals de Belles Arts de Madrid. El 1911, Inurria és nomenat professor de terme de Modelatge i Buidat a l'Escola d'Arts i Oficis de Madrid, iniciant una nova etapa en què la seva dedicació a l'escultura és més intensa. El 1922 ingressa a la Reial Acadèmia de Belles Arts de San Fernando.

### Obra dels darrers anys
El fet de residir a Madrid li va facilitar un major contacte amb el món cultural i artístic, i també un gran reconeixement de la seva obra. Es va concentrar cada vegada més en el seu tema preferit: el nu femení, com a materialització d'un ideal estètic on es fonen la perfecció formal, un naturalisme idealitzat i sobri, la sensualitat i l'erotisme. Exemples d'això són: Ídol etern, Desig, La parra y Forma, aquestes dues últimes actualment a la col·lecció del Museu Nacional Centre d'Art Reina Sofia de Madrid.

## Medalla al seu nom
L'Associació Espanyola de Pintors i Escutlors (AEPE) atorga la medalla "Mateo Inurria" cada any a un escultor que s'hagi destacat o que hagi estat premiat pel jurat del "Salón de Otoño" a Madrid.

## Premis i distincions
- 1895. Medalla de Segona Classe a l'Exposició Nacional de Belles Arts, Madrid.
- 1899. Medalla de Primera Classe a l'Exposició Nacional de Belles Arts, Madrid.
- 1915. Medalla d'Or a l'Exposició Internacional de Panamà.
- 1919. Diploma d'Honor a l'Exposició Hispano-Francesa celebrada a Saragossa.
- 1920. Medalla d'Honor a l'Exposició Nacional de Belles Arts, Madrid.

## Exposicions
- 1890. Exposició Nacional de Belles Arts
- 1895. Exposició Nacional de Belles Arts
- 1899. Exposició Nacional de Belles Arts
- 1915. Exposició Internacional de Panamà
- 1919. Exposició Hispano-Francesa, Saragossa
- 1920. Exposició Nacional de Belles Arts

## Obres públiques
- «Monument a Lope de Vega», 1902, Madrid.
- Grup representatiu de la Marina per al «Monument a Alfons XII», 1905, Madrid.
- «Bust i làpida al poeta Manuel Reina», 1906, Puente Genil.
- «Monument a Eduardo Rosales», 1922, Passeig del Pintor Rosales, Madrid.
- «Monument al Gran Capità», 1923, Còrdova.
- «Àngel orant», per al cementiri de Montoro, actualment al Museu d'aquesta ciutat.
- «Bust del Senyor Luis Ramírez Galuzo», 1922, als jardins de l'Ajuntament de La Línea de la Concepción.